# Joseph-Noël Ritchot
Noel-Joseph Ritchot (ur. 25 grudnia 1825, zm. 16 marca 1905) – misjonarz katolicki działający w XIX w. w Kanadzie.
Ritchot włączył się w służbę misyjną w 1855 pracując na obszarach Ziemi Ruperta by w końcu zostać proboszczem zdominowanej przez Metysów parafii św. Norberta. W 1869 znalazł się w centrum rebelii nad Rzeką Czerwoną. W 1870 został włączony do trzyosobowej delegacji zbuntowanej kolonii na negocjacje z rządem Kanady w Ottawie, których wynikiem było utworzenie nowej prowincji Manitoba. Ritchcot spośród trzech negocjatorów wysunął się na dominującą pozycję, twardo obstając przy żądaniach rebeliantów.
Resztę życia Ritchot spędził w Manitobie. W 1897 został mianowany wikariuszem generalnym diecezji św. Bonifacego (Manitoba), a krótko przed śmiercią w 1905 jej dziekanem.
Członkowie delegacji zostali tak wybrani by reprezentowała ona trzy główne grupy ludności zamieszkujące kolonię. Ritchot był rzecznikiem Metysów, Black mieszkańców Anglosaskich, a Scott mieszkańców pochodzących z USA. W czasie negocjacji Scott, nie reprezentujący większej siły, był na ogół ignorowany. Black już na początku zadeklarował swe poparcie dla propozycji rządowych. Jedynie Ritchot był twardym negocjatorem. W szczególności obstawał przy żądaniu przyznania amnestii wszystkim rebeliantom. Ritchot domagał się także gwarancji, że porozumienie zostanie dotrzymane, których nigdy nie otrzymał. Gubernator generalny Kanady John Young dał mu ustne zapewnienie, zaręczając je słowem honoru, a przedstawiciele rządu premier Kanady John Macdonald i jego bliski współpracownik George-Étienne Cartier zaledwie bardzo ogólną notkę. Po powrocie negocjatorów z Ottawy, napięcie w kolonii utrzymywało się jeszcze przez półtora miesiąca, kiedy to ostatecznie porozumienie zostało ratyfikowane. Jedynym odstępstwem od porozumienia był brak amnestii dla rebeliantów. Nie miało to jednak faktycznego znaczenia skoro rząd nie miał ani zamiaru, ani możliwości ścigać rebeliantów.